# AASHO Road Test

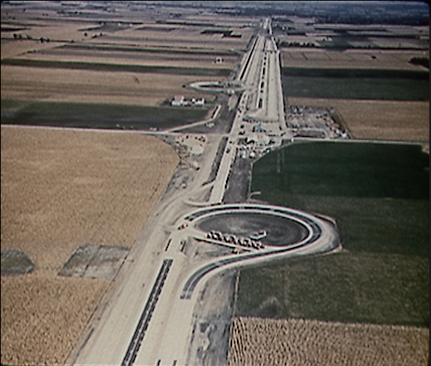
Imágenes aéreas de "AASHO Road Test" Fue un experimento realizado en 1950 por la American Association of State Highwah and Transportation Oficial's

AASHO Road Test cuya traducción literal al español sería Experimento de Carreteras de la AASHO fue un experimento realizado por la American Association of State Highway and Transportation Officials para determinar como el tráfico contribuye al deterioro del pavimento de las carreteras. Oficialmente, el Road Test era "... para estudiar el rendimiento de las estructuras pavimentadas de espesor conocido bajo cargas móviles de magnitudes y frecuencias conocidas". Este estudio, llevado a cabo desde los años 1950 en Ottawa (Illinois) es frecuentemente la primera fuente de información de datos experimentales relativos al daño que producen los vehículos en las carreteras, para el propósito de diseñar la carretera, evaluar el coste y la rentabilidad de una vía.
El experimento se realizó considerando una vía de seis carriles, con 3 en diferente sentido en la Interestatal 80. Cada carril fue sometido a un tipo de carga específica de vehículo y peso. La variación de la estructura del pavimento y su interacción del tráfico fue estudiado para cada carril. Se planearon "experimentos satélites" en otros lugares de Estados Unidos para comprobar como afectaría el clima o la inclinación de la rasante a los resultados, pero finalmente no se llevaron a cabo.
Los resultados de los experimentos se usaron para desarrollar la guía de diseño de pavimentos, cuya primera edición salió en 1961 como AASHTO Interim Guide for the Design of Rigid and Flexible Pavements, con reediciones mejores en 1972 y 1993. La versión de 1993 sigue estando vigente en Estados Unidos. Una nueva guía, originalmente pensada para ser lanzada en 2002, iba a ser la primera guía de diseño que no se basaría en los resultados del AASHTO Road Test.
Los experimentos de carretera de la AASHTO introdujeron algunos conceptos novedosos en la ingeniería de pavimentos, incluyendo el factor equivalente de carga. Como era de esperar, los vehículos más pesados reducen la vida útil de los pavimentos mucho más que los vehículos ligeros, cumpliéndose la llamada Ley Generalizada de la Cuarta Potencia, la cual explica que el daño causado por los ejes de los vehículos es "proporcional a la cuarta potencia de la relación entre el peso del eje y el peso de un eje estándar", así las cosas, si un tipo de eje duplica su peso, el daño relativo sobre el pavimento se magnifica en un factor de 16.
Los otros resultados del experimento sirvieron para realizar las normativas de aseguramiento de calidad para la construcción de carreteras en Estados Unidos, que están todavía hoy vigentes.